# 대명중학교 (서울)
대명중학교(大明中學校)는 대한민국 서울특별시 강남구 대치동에 위치한 공립 중학교이다.

## 학교 연혁
- 1990년 1월 20일 : 대명중학교 설립 인가(14학급)
- 1990년 3월 1일 : 초대 이명숙 교장 취임
- 1990년 3월 5일 : 제1회 입학식 (14학급)
- 1993년 2월 11일 : 제1회 졸업식 (705명)
- 2005년 3월 2일 : 교육인적자원부 지정 학교도서관 정책 연구학교
- 2020년 3월 1일 : 제10대 김정화 교장 취임
- 2022년 1월 28일 : 제30회 졸업식 (10학급 319명)
- 2022년 3월 2일 : 제33회 입학식 (10학급 331명)

## 참고 자료
- 대명중학교 - 한국교육학술정보원 학교알리미